# Lesnewth
Lesnewth – wieś w Anglii, w Kornwalii. Leży 89 km na północny wschód od miasta Penzance i 329 km na zachód od Londynu. W 2001 miejscowość liczyła 85 mieszkańców.